# 3894 Вільямкук
3894 Вільямкук (3894 Williamcooke) — астероїд головного поясу, відкритий 14 серпня 1980 року.
Тіссеранів параметр щодо Юпітера — 3,344.